# アレハンドロ・フェルナンデス・イグレシアス
アレックス（Álex）ことアレハンドロ・フェルナンデス・イグレシアス（Alejandro Fernández Iglesias、1992年10月15日 - ）は、スペイン・マドリード出身のサッカー選手。カディスCF所属。ポジションはMF。
アル・カーディシーシャに所属しているナチョは実兄。

## 経歴
2003年からRSDアルカラでプレーし、2005年にレアル・マドリードのユースに入団。2010年7月、トップチームのアメリカ遠征に帯同し、クラブ・アメリカとの親善試合で初めてトップチームの一員としてプレーした。
8月29日のコルーショFC戦でレアル・マドリード・カスティージャでのリーグデビューを果たした。2011年3月6日のラシン・サンタンデール戦でトップチームからの招集を受け、後半終了間際にメスト・エジルとの交代で出場、プリメーラ・ディビシオンデビューを飾った。2011年に開催されたU-19欧州選手権ではスペイン代表の優勝に貢献、大会最優秀選手に選ばれた。
2015年8月18日、チャンピオンシップのレディングFCにシーズン末までの契約で期限付き移籍した。
エルチェCF退団後の2017年8月7日、カディスCFと2年契約を結んだ。

## タイトル

### クラブ
レアル・マドリードB
- セグンダ・ディビシオンB : 2011-12

### 代表
スペイン U-19
- UEFA U-19欧州選手権 : 2011

### 個人
- UEFA U-19欧州選手権MVP : 2011